# Una vez al año, ser hippy no hace daño
Una vez al año, ser hippy no hace daño es una película española de comedia musical estrenada el 18 de febrero de 1969, dirigida por Javier Aguirre Fernández y protagonizada en los papeles principales por Concha Velasco, Tony Leblanc, Alfredo Landa y Manolo Gómez Bur.

## Argumento
Flor de Lis y los Dos del Orinoco es un grupo musical compuesto por Lisarda, Ricardo y Silvestre, que recorre los pueblos de España tocando su anticuada música en las ferias y bares sin demasiado éxito. Para intentar revertir su precaria situación deciden probar suerte en Torremolinos, donde conocerán a Johnny, un vividor que les muestra nuevas modas que hay por esa zona, convirtiéndose en su mánager. Su primer cambio será hacer de ellos un grupo beat al que llamarán Los Hippy-Loyas.

## Reparto
- Tony Leblanc como Johnny.
- Concha Velasco como Lisarda 'Flor de Lis'.
- Alfredo Landa como Ricardo.
- Manolo Gómez Bur como Silvestre.
- José Sazatornil como Anaskira Matuti / Marcelo Bonet.
- Rafael Alonso como Pololo.
- Laly Soldevila como Betsy.
- Erasmo Pascual como Propietario local.
- Goyo Lebrero como Empleado gasolinera.
- Rafael Hernández como Espectador tocón.
- Blaki como Mirón con vaca.
- Joaquín Prat como Don Raul.